# Sa Thị
Sa Thị (chữ Hán giản thể: 沙市区, Hán Việt: Sa Thị khu) là một quận thuộc địa cấp thị Kinh Châu, tỉnh Hồ Bắc, Cộng hòa Nhân dân Trung Hoa. Tháng 10 năm 1994, Quốc vụ viện Trung Quốc đã phê chuẩn việc thành lập thành phố Kinh Sa trên cơ sở sáp nhập huyện Giang Lăng, thành phố cấp huyện Sa Thị, địa khu Kinh Châu, năm 1996 đổi tên là thành phố Kinh Châu, Quận Sa Thị có 2 hương, 3 trấn và 5 nhai đạo biện sự xứ, dân số 59,2 vạn người. Huyện được chia thành các đơn vị hành chính gồm nhai đạo, trấn và hương. Các đơn vị này lại được chia ra thành 218 thôn hành chính.
30°19′12″B 112°13′50″Đ / 30,32°B 112,23056°Đ